# Bezirkstag (Bayern)
Der Bezirkstag ist die vom Volk direkt gewählte Vertretungskörperschaft der Bürger in einem bayerischen Bezirk und zugleich oberstes Organ des Bezirks. Bezirkstage existieren in den sieben Bezirken Bayerns, nämlich Oberbayern, Niederbayern, Oberpfalz, Oberfranken, Mittelfranken, Unterfranken und Schwaben.

## Geschichte

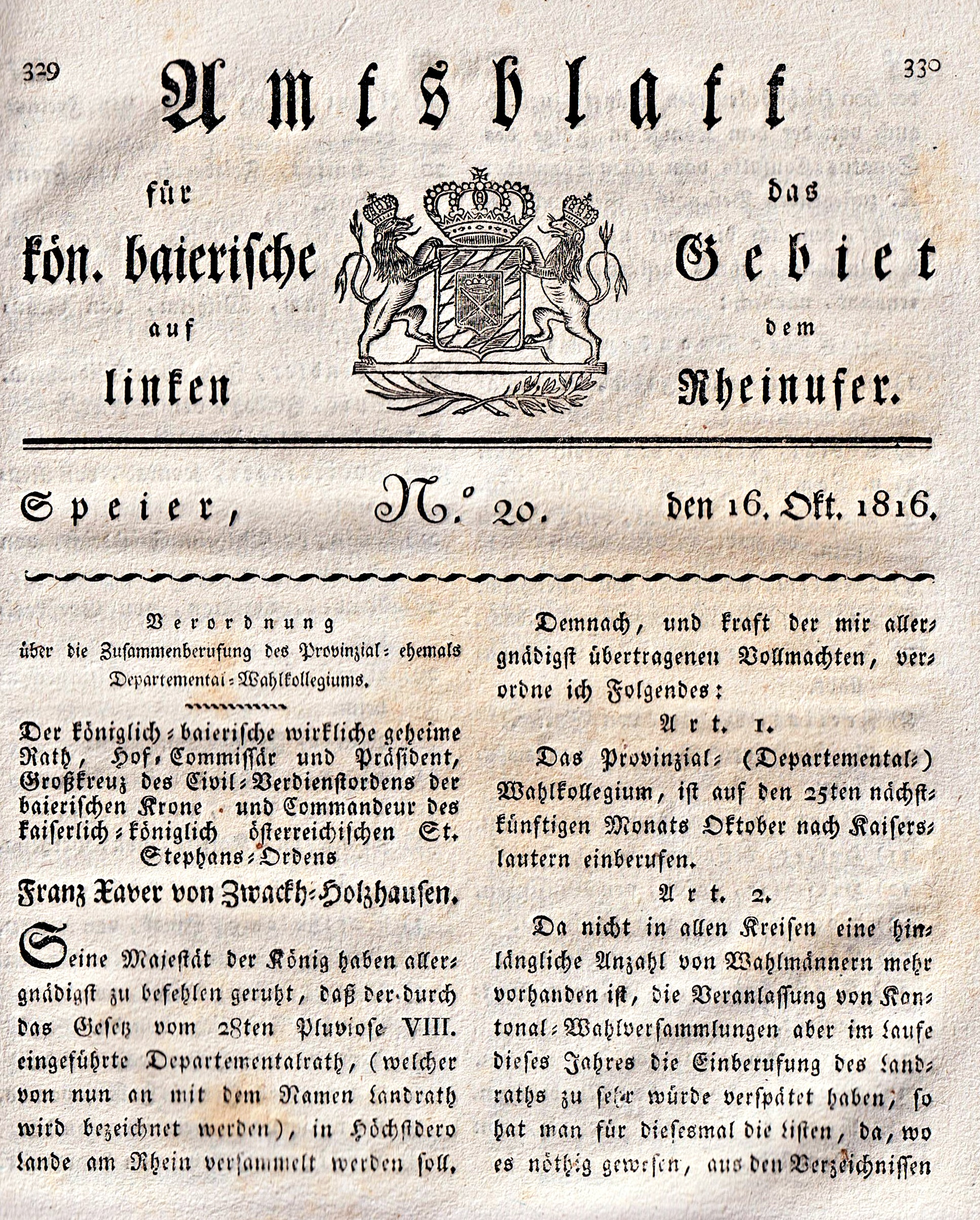
Königliche Verordnung vom 24. September 1816 über die Wiedereinberufung des ehemaligen französischen Departemental-Rats unter dem neuen Namen Landrath

Die bayerischen Bezirkstage entspringen direkt dem revolutionären französischen Rechtssystem.
Die deutschen Gebiete auf dem linken Rheinufer waren ab 1793 französisch besetzt und gehörten rechtlich seit 1797 zu Frankreich. Dabei befand sich auch der linksrheinische Teil von Pfalz-Bayern, der dem dort neu gegründeten Département du Mont-Tonnerre mit Sitz in Mainz angegliedert wurde. Hier gab es, wie in jedem französischen Departement, das „Conseil général“ (Generalrat), als beratendes Gremium der unteren Verwaltungsebene.
1816 fiel etwa die Hälfte des Départements du Mont-Tonnerre an das Königreich Bayern und erhielt später den Namen Rheinkreis bzw. Rheinpfalz. Die Einheimischen erachteten die französische Einrichtung des Conseil général als zweckmäßig für die Entwicklung der Region und wollten dieses Ratsgremium auch unter den neuen politischen Verhältnissen beibehalten. Besonders der erste Regierungspräsident Franz Xaver von Zwack setzte sich daraufhin in diesem Sinne bei der bayerischen Regierung ein. König Maximilian I. Joseph gewährte dies am 24. September 1816, unter der Bezeichnung Landrath, als Sonderstatus für den neuen bayerischen Landesteil. So entstand der Landrath des Rheinkreises, ein beratendes parlamentarisches Gremium, unabhängig vom Regierungspräsidenten und der Kreisregierung. Es setzte sich aus Vertretern der Region zusammen und trug dementsprechend fach- und sachkundige Beschlüsse an die Regierung heran.
Die Landräthe wurden nach dem pfälzischen Vorbild 1828 in allen bayerischen „Kreisen“ (den heutigen Bezirken) verpflichtend eingeführt. Der Institution der „Landräthe“ folgten im Freistaat Bayern die sogenannten „Kreistage“. 1932 erfolgte die Zusammenlegung Niederbayerns und Oberpfalz. 1933 wurde nicht nur die Zahl der Abgeordneten des Kreistages (ab 1939 Bezirksverband) von ehedem 25 auf 13 verringert, sondern im Zuge der Gleichschaltung gänzlich seiner demokratischen Vertretung beraubt.
Nach dem Zweiten Weltkrieg wurden in den bayerischen Regierungsbezirken zunächst nur noch beratende Beiräte gebildet. Auf Anordnung der Militärregierung gab es aber bereits ab Ende 1945 für den Regierungsbezirk Niederbayern und Oberpfalz bereits eine beschließende kommissarische Bezirksvertretung. In der Verfassung des Freistaates Bayern 1946 wurde die Wiederherstellung der Bezirke (wörtlich der „Kreise“) gefordert. Im Sommer 1950 ordnete das Bayerische Staatsministerium des Innern an, dass für alle Regierungsbezirke (getrennt auch für Niederbayern und Oberpfalz sowie Mittel- und Oberfranken) ein Beirat, bestehend aus je 12 Mitgliedern zu bilden sei, die aber überall nur noch beratende und nicht mehr beschließende Funktion haben solle, was auf scharfen Protest insbesondere in Niederbayern stieß. Mit der am 1. Dezember 1954 in Kraft getretenen „Bezirksordnung für den Freistaat Bayern vom 27.07.1953“ wurde die bezirkliche Selbstverwaltung als dritter kommunaler Ebene erneuert. Die Bezirke erhielten das volle Selbstverwaltungsrecht dann durch das „Gesetz zur Stärkung der kommunalen Selbstverwaltung auf der Ebene der Bezirke vom 24.05.1978“.
Auch in der Pfalz gibt es das Gremium der Bezirkstage noch, obwohl diese nun nicht mehr zu Bayern, sondern zu Rheinland-Pfalz gehört. Der spätere Landtagsabgeordnete Christian David Sturtz wurde 1816 in Speyer zum 1. Präsidenten dieses Pfälzischen Bezirkstages gewählt und ist somit der erste Bezirkstagspräsident (historisch „Präsident des Landrathes“) der bayerischen Geschichte.

## Wahlverfahren, Aufbau
Alle fünf Jahre wird der Bezirkstag gleichzeitig mit dem Bayerischen Landtag direkt gewählt. Diese Wahl heißt Bezirkswahl (umgangssprachlich auch Bezirkstagswahl) und ist im Gesetz über die Wahl der Bezirkstage (Bezirkswahlgesetz – BezWG) geregelt. Bei der Wahl hat jeder Bezirksbürger zwei Stimmen für Direktkandidaten und Listen. Für die Stimmauszählung galt bis Anfang 2011 das D'Hondtsches Höchstzahlverfahren. Bei der Wahl 2013 kam das Hare/Niemeyer-Verfahren zur Anwendung. Seit 2018 gilt das Sainte-Laguë-Verfahren. Auf eine Fünf-Prozent-Klausel wird, wie im bayerischen Kommunalwahlrecht üblich, verzichtet. Die so gewählten Mitglieder werden als Bezirksräte bezeichnet und bestimmen die Grundzüge der Bezirkspolitik, verabschieden den Haushalt und wählen aus ihrer Mitte den Bezirkstagspräsidenten als Vorsitzenden des Bezirkstags und Leiter der Bezirksverwaltung. Die Bezirksräte sind ehrenamtlich tätig.
Die Bezirkstage können Ausschüsse bilden. In der Bezirksordnung vorgeschrieben ist der Bezirksausschuss, dem neben dem Bezirkstagspräsidenten acht (in Oberbayern zwölf) weitere Bezirksräte angehören. Kleinere Parteien können sich, um Sitze in den Ausschüssen zu erhalten, zu Ausschussgemeinschaften zusammenschließen.
Die reguläre Größe der Bezirkstage hängt von der Anzahl der Landtagsabgeordneten ab, die im jeweiligen Wahlkreis für den Bayerischen Landtag regulär gewählt werden (also ohne die Berücksichtigung von Überhangs- und Ausgleichsmandaten im Landtag). Diese beträgt aktuell (Stand Wahl 2018) 61 Sitze für Oberbayern, 18 für Niederbayern, 16 für die Oberpfalz, 16 für Oberfranken, 24 für Mittelfranken, 19 für Unterfranken und 26 für Schwaben. In den Bezirken mit regulär ungeraden Sitzzahlen wird über die Direktmandate ein Abgeordneter mehr als über die Listen gewählt. Zu den genannten Sitzzahlen können Überhangs- und Ausgleichsmandate in den Bezirkstagen hinzukommen.

## Zuständigkeiten
Da die Bezirke seit Dezember 1954 wieder als kommunale Selbstverwaltungskörperschaften fungieren, ist ein Bezirkstag mit einem Stadtrat oder einem Kreistag funktional vergleichbar. Sie sind diesen kommunalen Gremien nicht übergeordnet, sondern als „dritte kommunale Ebene“ für die originären Aufgaben der Bezirke zuständig, von denen angenommen wird, Landkreise und kreisfreie Städte könnten sie nicht selbst wahrnehmen:
1. Gesundheitswesen (Einrichtungen für Psychiatrie, Neurologie und Suchtkranke)
2. Sozialwesen (überörtlicher Träger der Sozialhilfe für Behinderte und ältere Mitbürger in Einrichtungen)
3. Kultur- und Heimatpflege (Freilichtmuseen)
4. Schulwesen (Schulen für Hör- und Sprachgeschädigte)
5. Schutz der Natur und Gewässer (Gewässer zweiter Ordnung und Fischereiwesen)

## Ergebnisse der Bezirkswahlen
Seit 1954 werden die Bezirkstage gleichzeitig mit dem Landtag gewählt.

### Bezirkswahl 2023
Am 8. Oktober 2023 fanden die Wahlen zum 19. Bayerischen Landtag und die 17. Bezirkswahlen statt.
| Bezirk        | CSU | Grüne | FW | SPD | AfD | FDP | Linke | ÖDP | BP | Tierschutzpartei | Die Partei | Volt | Die Basis | Gesamt |
| ------------- | --- | ----- | -- | --- | --- | --- | ----- | --- | -- | ---------------- | ---------- | ---- | --------- | ------ |
| Oberbayern    | 27  | 15    | 13 | 07  | 09  | 03  | 01    | 02  | 01 | 01               | 01         | 01   | 01        | 082    |
| Niederbayern  | 09  | 02    | 06 | 02  | 04  | −   | −     | 01  | −  | −                | −          | −    | −         | 024    |
| Oberpfalz     | 07  | 02    | 04 | 01  | 03  | −   | −     | −   | −  | −                | −          | −    | −         | 017    |
| Oberfranken   | 08  | 02    | 03 | 02  | 03  | −   | −     | −   | −  | −                | −          | −    | −         | 018    |
| Mittelfranken | 11  | 05    | 04 | 03  | 04  | 01  | 01    | 01  | −  | −                | −          | −    | −         | 030    |
| Unterfranken  | 10  | 03    | 03 | 02  | 04  | 01  | −     | −   | −  | −                | −          | −    | −         | 023    |
| Schwaben      | 13  | 04    | 06 | 02  | 06  | 01  | 01    | 01  | −  | −                | −          | −    | −         | 034    |
| Summe         | 85  | 33    | 39 | 19  | 33  | 6   | 3     | 5   | 1  | 1                | 1          | 1    | 1         | 228    |

### Bezirkswahl 2018
Am 14. Oktober 2018 fanden die Wahlen zum 18. Bayerischen Landtag und die 16. Bezirkswahlen statt.
| Bezirk        | CSU | Grüne | FW | SPD | AfD | FDP | Linke | ÖDP | BP | Franken | Tierschutzpartei | Gesamt |
| ------------- | --- | ----- | -- | --- | --- | --- | ----- | --- | -- | ------- | ---------------- | ------ |
| Oberbayern    | 26  | 18    | 10 | 08  | 07  | 05  | 03    | 2   | 2  | −       | 1                | 082    |
| Niederbayern  | 09  | 02    | 04 | 02  | 03  | 01  | 01    | 1   | 1  | −       | −                | 024    |
| Oberpfalz     | 07  | 02    | 03 | 02  | 02  | 01  | 01    | −   | −  | −       | −                | 018    |
| Oberfranken   | 08  | 03    | 03 | 03  | 02  | 01  | 01    | −   | −  | −       | −                | 021    |
| Mittelfranken | 11  | 06    | 04 | 04  | 03  | 01  | 02    | 1   | −  | 1       | −                | 033    |
| Unterfranken  | 10  | 04    | 03 | 03  | 02  | 01  | 01    | −   | −  | −       | −                | 024    |
| Schwaben      | 13  | 06    | 05 | 03  | 04  | 02  | 01    | 1   | 1  | −       | −                | 036    |
| Summe         | 84  | 41    | 32 | 25  | 23  | 12  | 10    | 5   | 4  | 1       | 1                | 238    |

| Bezirk         | Oberbayern | Niederbayern                                                                                                | Oberpfalz                                                                             | |
| -------------- | --- | --- | ------------------------------------------------------------------------------------- | --- |
| Sitzverteilung | Insgesamt 82 Sitze - Linke: 3 - Tierschutzp.: 1 - SPD: 8 - Grüne: 18 - ÖDP: 2 - FDP: 5 - FW: 10 - CSU: 26 - BP: 2 - AfD: 7 | Insgesamt 24 Sitze - Linke: 1 - SPD: 2 - Grüne: 2 - ÖDP: 1 - FDP: 1 - FW: 4 - CSU: 9 - BP: 1 - AfD: 3       | Insgesamt 18 Sitze - Linke: 1 - SPD: 2 - Grüne: 2 - FDP: 1 - FW: 3 - CSU: 7 - AfD: 2  | |
| Bezirk         | Oberfranken | Mittelfranken                                                                                               | Unterfranken                                                                          | Schwaben                                                                                               |
| Sitzverteilung | Insgesamt 21 Sitze - Linke: 1 - SPD: 3 - Grüne: 3 - FDP: 1 - FW: 3 - CSU: 8 - AfD: 2                                       | Insgesamt 33 Sitze - Linke: 2 - SPD: 4 - Grüne: 6 - ÖDP: 1 - FDP: 1 - Franken: 1 - FW: 4 - CSU: 11 - AfD: 3 | Insgesamt 24 Sitze - Linke: 1 - SPD: 3 - Grüne: 4 - FDP: 1 - FW: 3 - CSU: 10 - AfD: 2 | Insgesamt 36 Sitze - Linke: 1 - SPD: 3 - Grüne: 6 - ÖDP: 1 - FDP: 2 - FW: 5 - CSU: 13 - BP: 1 - AfD: 4 |

### Bezirkswahl 2013
Die Bezirkswahl 2013 ergaben in keinem der insgesamt sieben Bezirke eine absolute Mehrheit.
Die Sitzverteilungen nach der Wahl 2013 in den einzelnen Bezirkstagen:
| Bezirk        | CSU | SPD | FW | Grüne | FDP | Linke | ÖDP | BP | Franken | Piraten | Gesamt |
| ------------- | --- | --- | -- | ----- | --- | ----- | --- | -- | ------- | ------- | ------ |
| Oberbayern    | 30  | 13  | 6  | 8     | 2   | 1     | 2   | 3  | −       | 2       | 67     |
| Niederbayern  | 09  | 03  | 2  | 1     | 1   | −     | 1   | 1  | −       | −       | 18     |
| Oberpfalz     | 08  | 03  | 2  | 1     | −   | −     | 1   | 1  | −       | −       | 16     |
| Oberfranken   | 08  | 04  | 2  | 1     | −   | 1     | −   | −  | 1       | −       | 17     |
| Mittelfranken | 12  | 07  | 3  | 3     | 1   | 1     | 1   | −  | 1       | 1       | 30     |
| Unterfranken  | 09  | 04  | 3  | 2     | 1   | 1     | −   | −  | −       | −       | 20     |
| Schwaben      | 13  | 04  | 3  | 2     | 1   | 1     | 1   | 1  | −       | 1       | 27     |
| Summe         | 89  | 38  | 21 | 18    | 6   | 5     | 6   | 6  | 2       | 4       | 195    |

### Bezirkswahlen seit 1954
Die Sitzverteilung in den sieben Bezirkstagen (Gesamtergebnis aller sieben Bezirke):
| Wahl | CSU | SPD | FW | Grüne 1 | FDP | Linke | ÖDP | BP | AfD | Piraten | Franken | REP | NPD | GB/BHE 2 | KPD | Tierschutzpartei | Gesamt |
| ---- | --- | --- | -- | ------- | --- | ----- | --- | -- | --- | ------- | ------- | --- | --- | -------- | --- | ---------------- | ------ |
| 2018 | 084 | 25  | 32 | 41      | 12  | 10    | 5   | 04 | 23  |         | 1       |     |     |          |     | 1                | 238    |
| 2013 | 089 | 38  | 21 | 18      | 6   | 5     | 6   | 06 |     | 4       | 2       |     |     |          |     |                  | 195    |
| 2008 | 090 | 39  | 24 | 18      | 14  | 5     | 2   | 01 |     |         |         |     |     |          |     |                  | 193    |
| 2003 | 113 | 38  | 10 | 14      | 2   |       | 2   |    |     |         |         | 1   |     |          |     |                  | 180    |
| 1998 | 111 | 65  | 09 | 10      | 1   |       | 1   | 01 |     |         |         | 6   |     |          |     |                  | 204    |
| 1994 | 113 | 63  |    | 15      | 03  |       | 4   | 01 |     |         |         | 5   |     |          |     |                  | 204    |
| 1990 | 116 | 56  |    | 14      | 08  |       | 1   | 01 |     |         |         | 8   |     |          |     |                  | 204    |
| 1986 | 123 | 59  |    | 14      | 05  |       |     |    |     |         |         | 3   |     |          |     |                  | 204    |
| 1982 | 126 | 67  |    | 07      | 04  |       |     |    |     |         |         |     |     |          |     |                  | 204    |
| 1978 | 127 | 67  |    | 01      | 09  |       |     |    |     |         |         |     |     |          |     |                  | 204    |
| 1974 | 132 | 64  |    |         | 08  |       |     |    |     |         |         |     |     |          |     |                  | 204    |
| 1970 | 121 | 72  |    |         | 08  |       |     | 01 |     |         |         |     | 02  |          |     |                  | 204    |
| 1966 | 101 | 76  |    |         | 08  |       |     | 05 |     |         |         |     | 14  |          |     |                  | 204    |
| 1962 | 104 | 75  |    |         | 09  |       |     | 07 |     |         |         |     |     | 09       |     |                  | 204    |
| 1958 | 101 | 65  |    |         | 08  |       |     | 14 |     |         |         |     |     | 16       |     |                  | 204    |
| 1954 | 083 | 60  |    |         | 13  |       |     | 27 |     |         |         |     |     | 19       | 2   |                  | 204    |

Bei der Wahl 2008 kam es erstmals zu Überhangs- und Ausgleichsmandaten, so dass in den Bezirken Oberbayern, Mittelfranken und Unterfranken die Sitzzahl über dem Sollwert lag.